# Proton AG
Proton AG er en schweizisk teknologivirksomhed, der tilbyder privatlivsfokuserede onlinetjenester. Virksomheden blev grundlagt i 2014 af en gruppe videnskabsmænd, der mødte hinanden på CERN og skabte Proton Mail.
Virksomhedens produkter er Proton Mail, Proton VPN, Proton Calendar, Proton Drive, Proton Pass og Proton Wallet. Virksomheden er også moderselskabet til to virksomheder for SimpleLogin og Standard Notes.

## Historie
Proton Mail blev lanceret i offentlig beta den 16. maj 2014 af en gruppe videnskabsmænd, der mødte hinanden på CERN. Virksomheden blev oprindeligt finansieret gennem en community crowdfunding-indsats. Proton AG blev oprindeligt registret med navnet Proton Technologies AG i juli 2014 og efterfølgende forkortet til Proton AG. I juni 2017 lancerede virksomheden sit andet produkt, Proton VPN.
Den 8. april 2022 købte Proton den franske e-mail startup SimpleLogin.
Den 14. april 2022 forkortede Proton Technologies AG sit navn til Proton AG som en del af dets samlende rebrand.
Den 10. maj 2022 blev Proton AG en World Economic Forum Partner.
Den 25. maj 2022 forenede Proton AG deres produkter under et valgfrit enkelt abonnement kendt som Proton Unlimited for 9,99 Euro. Brugergrænseflader og logoer til dets tjenester blev også fornyet for at får et mere konstant design.
Den 18. april 2023 var der 100 millioner proton kontor registreret.
Den 12. april 2024 købte Proton AG Standard Notes.
Protons grundlægger meddelte 17. juni 2024, at Proton AG er majoritetsejet af Proton Foundation. De nuværende medlemmer i bestyrelsen er Andy Yen, Antonio Gambardella, Carissa Véliz, Tim Berners-Lee og Dingchao Lu.

## Produkter

### Proton Mail
Den 16. maj 2014 efter et års crowdfunding udkom Proton Mail i en offentlig beta. Protonmail var fra starten en end-to-end krypteret e-mail-tjeneste. Den 14. august 2015 udkom Proton Mail 2.0 kildekoden blev også gjort open source.

### Proton Calendar
Proton Calendar blev udgivet som en offentlig beta den 30. december 2019. Proton Calendar er en end-to-end krypteret kalder app. Den 14. april 2021 blev den tilgængelig for alle Proton brugere.

### Proton Drive
Proton Drive blev udgivet som en offentlig beta den 16. november 2020. Proton Drive er en online tjeneste, hvor brugere kan uploade sine filer. Denne Proton tjeneste er som alle andre Proton tjeneste end-to-end krypteret. Den 22. september 2022 blev den tilgængelig for alle Protonbrugere.